# École de Nimègue
École de Nimègue is een traditie van onderzoek die voor het eerst de christelijke teksten uit de eerste eeuwen afbakende als een aparte discipline, vanuit het perspectief van de klassieke teksten. Hierbij werden oudchristelijk Grieks en oudchristelijk Latijn gezien als taalvarianten van het Grieks en het Latijn. In het begin lag de nadruk vooral op het onderzoek naar het oudchristelijk Latijn. Jos. Schrijnen en Christine Mohrmann worden gezien als de stichters van deze traditie. De traditie is begonnen op de Katholieke Universiteit van Nijmegen, waar deze ook zijn naam aan dankt.

## Historie
Door het verschijnen van het boek Charakteristik des altchristlichen Latein  van Jos Schrijnen was het begin van de École gemaakt. In dit boek zette de auteur zijn theorie over de oudchristelijke groepstaal uiteen, die hij ‘oudchristelijk Latijn’ noemde. Schrijnen was vooral vernieuwend in zijn onderzoeksmethode. Hij gebruikte namelijk de discipline van de algemene taalwetenschap bij zijn onderzoek. De theorie die hieruit voortkwam, hield in het kort in dat de komst van het christendom zijn sporen naliet in het taalgebruik van zijn aanhangers. De christenen vormden een aparte groep in de samenleving met hun eigen rituelen en organisatie. Voor het benoemen van de nieuwe aspecten van hun geloof, gebruikten ze soms al bestaande, maar soms ook nieuwe woorden. Christenen spraken dus niet een andere taal dan de niet-christelijke mensen om hen heen, maar ze gebruikten de taal anders. Zo weken ze af in hun woordkeuze en hun zinsbouw. Deze verschillende afwijkingen maken de taal van de christenen een groepstaal (een term uit de sociale taalkunde die Schrijnen  hiervoor introduceerde). Schrijnen noemde de afwijkingen ‘christianismen’ en hij onderscheidde hierin verschillende typen, namelijk lexicologische, syntactische en semantische aanpassingen.

## Inhoud
Onderstaande is gebaseerd op Derks & Verheesen-Stegemans (1998)
De vorming van de oudchristelijke groepstaal was een geleidelijk proces. Daarom hadden tijdens de vorming verschillende factoren invloed op de taal. Zo werkten bijvoorbeeld het Grieks, het Hebreeuws, het klassiek Latijn en het vulgair Latijn (Volkslatijn) door in het oudchristelijk Latijn. De reden voor de sporen van het Grieks in het oudchristelijk Latijn is dat het christelijke geloof in het begin vooral verkondigd werd in het Grieks. Het Grieks was ook lange tijd de taal van de eucharistie en daarom zijn veel technische termen aan het Grieks ontleend, zoals evangelium en ecclesia. Verder was ook het Nieuwe Testament in het Grieks geschreven en om die reden probeerden vertalers van die tekst de oorspronkelijke tekst zo getrouw mogelijk weer te geven, meestal door leenwoorden, omdat ze de tekst als heilig beschouwden. Het Hebreeuws heeft het oudchristelijk Latijn op eenzelfde manier beïnvloed, maar dan via de Griekse vertaling van het Oude Testament, dat in het Hebreeuws was geschreven. De Griekse vertalers wilden het Hebreeuws zo getrouw mogelijk weergeven en namen daarom soms stijlkenmerken en woorden letterlijk over. Het woord σατάν (satan) is bijvoorbeeld oorspronkelijk Hebreeuws en komt het eerst voor in de Septuagint als een Griekse term. Naast het klassiek Latijn was ook het vulgair Latijn van grote invloed op het oudchristelijk Latijn. De reden hiervoor is dat het christendom in het begin vooral populair was bij de lagere sociale klassen van de bevolking, die minder geletterd waren. Vooral aan de woordenschat en de zinsbouw van het oudchristelijk Latijn kan men de invloed van het vulgair Latijn zien.
Schrijnen en Mohrmann worden samen gezien als de grondleggers van de École de Nimègue. Hoewel Schrijnen er misschien de basis voor heeft gelegd, is hij er zelf  niet aan toegekomen om zijn theorie echt uit te werken. Hij was vooral bezig met het verdedigen ervan. Christine Mohrmann heeft vooral de uitwerking van de theorie op zich genomen. Ze geeft ook duidelijk aan waar zijzelf en Schrijnen maar weinig aandacht aan besteed hebben, bijvoorbeeld het oudchristelijk Grieks. Mohrmann heeft haar leerlingen aangespoord tot verder onderzoek en daarmee gezorgd voor de ontwikkeling en de continuïteit van de École de Nimègue.

## Betrokken hoogleraren

### Prof. Schrijnen
De oprichter van de École de Nimègue was Joseph Charles François Hubert Schrijnen (3 mei 1869 - 26 januari 1938). Als priester, classicus, linguïst en volkskundige was Schrijnen een zeer veelzijdig man. Een van zijn vele verrichtingen was het ontwikkelen van de theorie van het oudchristelijk Latijn als groepstaal: een geestelijk-sociaal bepaalde taalvariant binnen het kader van het Latijn als algemene omgangstaal. Deze theorie, die later door Christine Moormann verder werd uitgewerkt, behandelde hij in 1932 in zijn Charakteristik des altchristlichen Latein en in 1934 in zijn artikel Le latin chrétien devenu langue commune. Hoewel zijn theorie in het begin nog werd betwist, werd deze al gauw algemeen geaccepteerd en verschafte ze een waardevolle bijdrage aan de bestudering van de oudchristelijke literatuur. Het was met de introductie van deze methode van het studeren van oudchristelijk Latijn dat de traditie van de École de Nimègue begon.

### Prof. Mohrmann
De naam Christine Andrina Elisabeth Maria Mohrmann (1 augustus 1903- 13 juli 1988) is onlosmakelijk verbonden met de École de Nimègue. Joseph Schrijnen heeft weliswaar de fundamenten van de school gelegd, maar het was Christine Mohrmann die de theorie ontwikkelde en wereldwijd verspreidde. Mede door deze geheel nieuwe benaderingswijze gold zij, als voornaamste vertegenwoordiger van de École, enkele decennia lang als de hoogste autoriteit op het gebied van de studie naar de vroegchristelijke literatuur. 
Als student Klassieke Talen kreeg zij in Utrecht en later in Nijmegen onderricht van Schrijnen, die na haar kandidaatsexamen in 1925 haar grote capaciteiten opmerkte. Hij wierp zich op als haar voogd in een wetenschappelijke wereld, die voor vrouwen toentertijd de facto verboden terrein was.
Samen werkten zij Schrijnens theorie van een vroegchristelijke groepstaal uit wat in 1932 leidde tot Mohrmanns dissertatie Die altchristliche Sondersprache in den Sermones des hl. Augustin, waarin voor het eerst hun theorie in de praktijk werd beproefd. In dit met het predicaat cum laude bekroonde proefschrift toonde Mohrmann met een groot aantal voorbeelden hoe Augustinus in zijn preken door lexicografische, syntactische en semasiologische vernieuwing en herschikking van de Latijnse taal uiting wist te geven aan christelijk gedachtegoed.
De theorie had de toetsing doorstaan, de reacties die voornamelijk uit het buitenland afkomstig waren, waren overwegend positief en de theorie van de Nijmegenaren kreeg navolging in enkele buitenlandse werken.
Een tweede keer werd de theorie getest in een tweedelig commentaar op de brieven van Cyprianus, een werk dat op naam van beiden stond, waarin werd beargumenteerd dat ook de syntaxis van Cyprianus specifieke veranderingen had ondergaan door de sociale differentiatie van de christelijke groep.
Na Schrijnens overlijden in 1938 ontwikkelde Mohrmann de school alleen verder. In een groot aantal artikelen gaf zij een concretere invulling aan de theorie, door ook onderzoek te doen naar de ontwikkeling van de vroegchristelijke groepstaal in specifiekere deelgebieden. Dit leverde tal van ontdekkingen en nieuwe inzichten op, bijvoorbeeld dat er sprake was van een continuïteit in de overgang van christelijk Latijn naar Middeleeuws Latijn.  Ook heeft ze een begin gemaakt met de bestudering van de Griekse vroegchristelijke taalgroep, maar uiteindelijk zouden het vooral haar leerlingen zijn die dit onderzoeksgebied voor hun rekening namen. Geleidelijk aan verstomde de kritiek op de theorie van de École en wist Mohrmann met argumenten haar fundamenten steeds steviger te funderen.
Haar hele wetenschappelijke loopbaan hield Mohrmann vast aan de door Schrijnen en haar bedachte en ontwikkelde theorie, hoewel zij door de jaren heen door discussies en eigen inzichten er telkens verfijningen in aanbracht. Zij heeft immers enkele keren in haar leven de stand van zaken in haar studie naar de vroegchristelijke Griekse en Latijnse groepstaal geëvalueerd, waardoor zij fouten en lacunes opspoorde in haar werken. Deze analyses leidde tot nieuwe onderzoeksgebieden. Zo hield zij zich in de jaren 50 bezig met liturgisch Latijn, het Latijn dat in de liturgie tijdens de erediensten in de kerken werd gebruikt, en later ook met de groepstaal van de monniken die zich volgens Mohrmann beide onderscheidden van de spreektaal.
Door al dit baanbrekend onderzoek naar de oudchristelijke groepstalen heeft Mohrmann de École de Nimègue wereldwijde faam gegeven op het gebied van het oudchristelijk Grieks en Latijn. In haar lange wetenschappelijke loopbaan heeft zij veel van haar leerlingen enthousiast gemaakt met haar onderzoek, zodat de École de Nimègue ook na haar emeritaat en na haar sterven niet uitstierf, maar voortleefde in haar opvolgers.

### Prof. Bartelink
De leerstoel van het Oudchristelijk Grieks en Latijn in Nijmegen werd opgevolgd door prof. dr. G.J.M. Bartelink (1924 - 2024) in 1973. Omdat het de universiteit in zijn ogen ontbrak aan een degelijke hoeveelheid literatuur met betrekking tot de vroegchristelijke teksten en auteurs, heeft hij zich voornamelijk gewijd aan het schrijven van artikelen, boeken, lijsten, overzichten, woordenboeken en complete lesmethoden.  Hiermee heeft hij de wereld buiten de universiteit van Nijmegen geïnformeerd over de traditie die de onderzoekers daar bezighield. Zijn enorme oeuvre heeft ook een grote bijdrage geleverd aan het onderzoek en de beoefening van het Grieks en Latijn buiten de universiteitsmuren. Samen met prof. Bartelink doceerde dr. A.A.R. Bastiaensen oudchristelijk Latijn tot 1989.

### Prof. Orbán
Vanaf 1992 wordt de leerstoel overgenomen door prof. Dr. A.P. Orbán (1944-heden), die eerder al werkzaam was op de Universiteit van Utrecht. Zijn editie van Aratoris Subdiaconi Historia apostolica, een Bijbels epos, wordt gezien als zijn grootste bijdrage aan de bestudering van het vroegchristelijke Latijn. Minder dan Bartelink trad hij naar de buitenwereld, maar hij richtte zich voornamelijk op het begeleiden van studenten en promovendi die zich interesseerden voor de middeleeuwse Latijnse literatuur. Hij wist grote groepen studenten Grieks en Latijn te motiveren en te enthousiasmeren om zich te verdiepen in de middeleeuwse en christelijke literatuur.

## Ontvangst
De theorie van Schrijnen en Mohrmann trok internationaal meteen de aandacht. De meeste reacties na Mohrmanns proefschrift waren uit het buitenland afkomstig en overwegend positief. Na verloop van tijd en vele discussies werd de theorie algemeen geaccepteerd. De discussie die op gang kwam in wetenschappelijke kringen hield enkele jaren aan en hebben Schrijnen en met name Mohrmann in staat gesteld om hun theorie te preciseren. Aanvankelijk gingen de discussies voornamelijk over de accuratesse van de door Schrijnen en Mohrmann gebruikte terminologie (is bijvoorbeeld ‘Latin des chrétiens’ niet te prefereren boven ‘Latin chrétien’?), maar de latere discussies hebben geleid tot het inzicht dat een vooronderzoek naar de hetzij positieve hetzij negatieve gevoelswaarde die woorden hadden, in hun profane context verhelderend kan werken voor de studie naar de specifieke betekenis die deze woorden voor christenen kregen.
De benaming ‘École de Nimègue’ stamt uit 1934 en werd internationaal al snel de officiële benaming voor het onderzoek waar Schrijnen en Mohrmann zich mee bezighielden. De School kreeg zoveel status, dat de theorieën over christelijke groepstaal niet ontbraken in enkele gerenommeerde overzichten van de Latijnse taalkunde en in het bijzonder over vroegchristelijk Latijn. Mede door de École de Nimègue nam de interesse in vroegchristelijk Latijn toe.

## Heden

### De traditie
Hoewel de École de Nimègue met het opheffen van de leerstoel aan de Radboud Universiteit opgehouden is te bestaan, bestaat het Genootschap voor Oudchristelijke Studiën, dat in 1963 door leerlingen van Mohrmann is opgericht, nog steeds, hoewel het Genootschap zich niet specifiek richt op de theorieën van Mohrmann omtrent vroegchristelijke groepstaal, maar voor een publiek is bestemd dat algemeen geïnteresseerd is in de oudchristelijke wereld. Momenteel is het Genootschap uitgegroeid tot een vereniging met een internationaal ledenbestand. Een tweede waarin de École de Nimègue nog voortleeft, is het tijdschrift de Vigiliae Christianae, dat in 1946 mede door Mohrmann is opgericht. Ook de Vigiliae Christianae heeft haar onderzoeksgebied verbreed en bestudeert momenteel de algehele christelijke literatuur en geschiedenis tot in de Byzantijnse tijd en de Middeleeuwen.

### Onderwijs
De leerstoel is na het emeritaat van prof. Orbán afgeschaft. Momenteel is deze leeropdracht ondergebracht bij de hoogleraar Latijn van de opleiding Grieks en Latijnse Taal en Cultuur. Dit specialisme wordt vandaag de dag bemand door dr. Vincent Hunink (sinds 1992) en dr. Roald Dijkstra (sinds 2009). De Radboud Universiteit Nijmegen is op dit moment de enige universiteit in Nederland die vroegchristelijke Griekse en Latijnse literatuur opgenomen heeft in het majorprogramma van de bachelor. Het specialisme wordt daarnaast nog aangeboden op de Vrije Universiteit Amsterdam.